# Liste des médaillées olympiques en softball
 (signalé en août 2025).
Si vous disposez d'ouvrages ou d'articles de référence ou si vous connaissez des sites web de qualité traitant du thème abordé ici, merci de compléter l'article en donnant les références utiles à sa vérifiabilité et en les liant à la section « Notes et références ».
- Archive Wikiwix
- Bing
- Cairn
- DuckDuckGo
- E. Universalis
- Gallica
- Google
- G. Books
- G. News
- G. Scholar
- Persée
- Qwant
- (zh) Baidu
- (ru) Yandex
- (wd) trouver des œuvres sur Wikidata

Le softball est un sport d'équipe féminin qui a été disputé aux Jeux olympiques d'été entre 1996 et 2008.

## Médaillées
| Édition      | Or | Argent | Bronze |
| ------------ | --- | --- | --- |
| Atlanta 1996 | États-Unis Laura Berg Gillian Boxx Sheila Cornell Lisa Fernandez Michele Granger Lori Harrigan Dionna Harris Kim Maher Leah O'Brien Dot Richardson Julie Smith Michele Smith Shelly Stokes Danielle Tyler Christa Lee Williams     | Chine An Zhongxin Chen Hong He Liping Lei Li Liu Xuqing Liu Yaju Ma Ying Ou Jingbai Tao Hua Wang Lihong Wang Ying Wei Qiang Xu Jian Yan Fang Zhang Chunfang                                                                        | Australie Joanne Brown Kim Cooper Carolyn Crudgington Kerry Dienelt Peta Edebone Tanya Harding Jennifer Holliday Jocelyn Lester Sally McDermid Francine McRae Haylea Petrie Nicole Richardson Melanie Roche Natalie Ward Brooke Wilkins |
| Sydney 2000  | États-Unis Christie Ambrosi Laura Berg Sheila Cornell Lisa Fernandez Michele Granger Lori Harrigan Dionna Harris Kim Maher Leah O'Brien Dot Richardson Julie Smith Michele Smith Shelly Stokes Danielle Tyler Christa Lee Williams | Japon Misako Ando Yumiko Fujii Taeko Ishikawa Kazue Ito Yoshimi Kobayashi Shiori Koseki Mariko Masubuchi Naomi Matsumoto Emi Naito Haruka Saito Juri Takayama Hiroko Tamoto Reika Utsugi Miyo Yamada Noriko Yamaji                 | Australie Sandra Allen Joanne Brown Kerry Dienelt Peta Edebone Sue Fairhurst Selina Follas Fiona Hanes Kelly Hardie Tanya Harding Sally McDermid Simmone Morrow Melanie Roche Natalie Titcume Natalie Ward Brooke Wilkins               |
| Athènes 2004 | États-Unis Leah O'Brien Laura Berg Crystl Bustos Lisa Fernandez Jennie Finch Tairia Flowers Amanda Freed Lori Harrigan Lovieanne Jung Kelly Kretschman Jessica Mendoza Stacey Nuveman Cat Osterman Jenny Topping Natasha Watley    | Australie Sandra Allen Marissa Carpadios Fiona Crawford Amanda Doman Peta Edebone Tanya Harding Natalie Hodgskin Simmone Morrow Tracey Mosley Stacey Porter Melanie Roche Natalie Titcume Natalie Ward Brooke Wilkins Kerry Wyborn | Japon Emi Inui Kazue Ito Yumi Iwabuchi Masumi Mishina Emi Naito Haruka Saito Hiroko Sakai Naoko Sakamoto Rie Sato Yuki Sato Juri Takayama Yukiko Ueno Reika Utsugi Eri Yamada Noriko Yamaji                                             |
| Pékin 2008   | Japon Naho Emoto Motoko Fujimoto Megu Hirose Emi Inui Sachiko Ito Ayumi Karino Satoko Mabuchi Yukiyo Mine Masumi Mishina Rei Nishiyama Hiroko Sakai Rie Sato Mika Someya Yukiko Ueno Eri Yamada                                    | États-Unis Monica Abbott Laura Berg Crystl Bustos Andrea Duran Jennie Finch Tairia Flowers Vicky Galindo Lovieanne Jung Kelly Kretschman Lauren Lappin Caitlin Lowe Jessica Mendoza Stacey Nuveman Cat Osterman Natasha Watley     | Australie Jodie Bowering Kylie Cronk Kelly Hardie Tanya Harding Sandy Lewis Simmone Morrow Tracey Mosley Stacey Porter Melanie Roche Justine Smethurst Danielle Stewart Natalie Titcume Natalie Ward Belinda Wright Kerry Wyborn        |
| Tokyo 2020   | Japon Yamato Fujita Nozomi Goto Yukiko Ueno Yuka Izuma Yukiyo Mine Kiyohara Nayu Yuka Ichiguchi Hitomi Kawabata Atsumi Mana Miho Naito Yu Yamamoto Nodoka Harada Sayaka Mori Eri Yamada Saki Yamazaki                              | États-Unis Monica Abbott Rachel Garcia Cat Osterman Amanda Chidester Dejah Mulipola Aubree Munro Ali Aguilar Valerie Arioto Ally Carda Delaney Spaulding Kelsey Stewart Haylie McCleney Michelle Moultrie Bubba Nickles Janie Reed | Canada Jenna Caira Sara Groenewegen Danielle Lawrie Lauren Regula Kaleigh Rafter Natalie Wideman Emma Entzminger Kelsey Harshman Janet Leung Jenn Salling Joey Lye Larissa Franklin Jennifer Gilbert Victoria Hayward Erika Polidori    |